# 薩摩求名站
薩摩求名站（日语：／ Satsuma-Gumyō eki */?）是位於鹿兒島縣薩摩郡薩摩町大字求名（現時：薩摩郡薩摩町求名），日本國有鐵道（國鐵）宮之城線的鐵路車站（廢站）。

## 歷史
- 1935年（昭和10年）6月9日：宮之城線薩摩鶴田站至薩摩永野站之間開通，此一般車站啟用[1]。當時車站可處理旅客和貨物[1]。
- 1962年（昭和37年）3月25日：結束貨運業務[1]。
- 1971年（昭和46年）2月20日：結束行李起卸業務[2]。成為無人車站[3]。
- 1987年（昭和62年）1月10日：隨著宮之城線全線廢除，此站也被廢除[1]。

## 車站構造
此站為無人車站，設有1面2線的島式月台。在成為無人站後只使用單邊月台。

## 現狀
車站附近的路軌遺址變成了道路。車站遺址變成了廣場和當地的集會設施。

## 相鄰車站
日本國有鐵道（國鐵）
宮之城線
薩摩鶴田－薩摩求名－廣橋

## 注腳
1. 1 2 3 4 5 6  石野哲（編）. . JTB. 1998: 707. ISBN 978-4-533-02980-6 （日语）.
2. ↑  . 官報. 1971-02-20 （日语）.
3. ↑  . 鐵道公報（日语：鉄道公報） (日本國有鐵道總裁室文書課). 1971-02-20: 2 （日语）.

## 相關項目
- 日本鐵路車站列表 Sa